# 安貞花
安贞花（韓語：안정화，1981年2月20日—），韓國女子手球運動員，亦是韓國國家女子手球隊隊員。
2008年，安贞花代表韩国參加中國北京舉行的奥林匹克运动会女子手球比賽，最終贏得一面銅牌。